# Otto Emicke
Otto Emicke (* 27. April 1891 in Ratibor; † 19. Oktober 1970 in Freiberg) war ein deutscher Metallurge.

## Leben

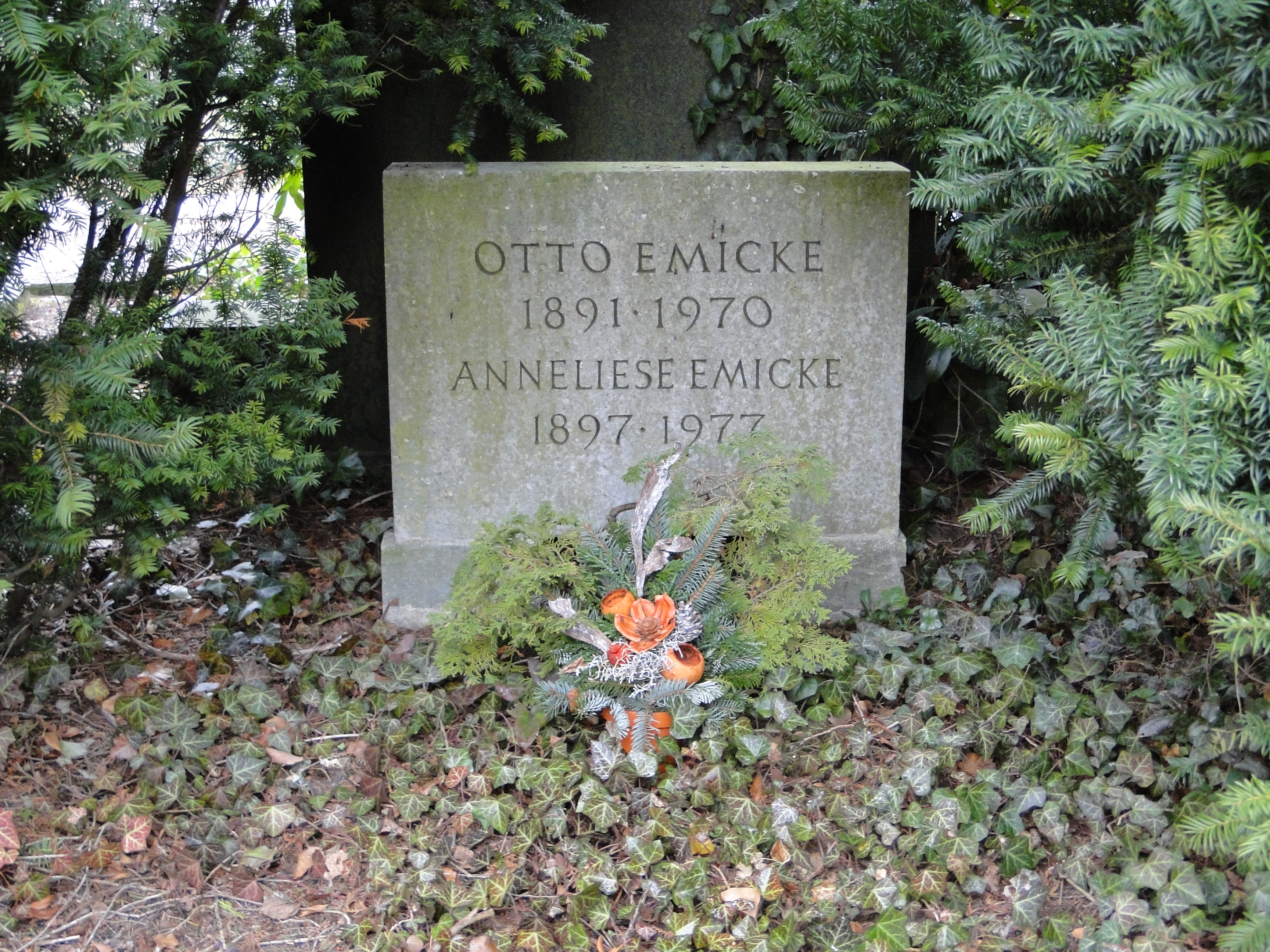
Otto Emickes Grab in Freiberg

Emicke studierte an der Technischen Hochschule Breslau Chemie und Hüttenkunde. Im Jahr 1922 promovierte er an der TH Aachen und schloss 1933 eine weitere Promotion an der Montanistischen Hochschule Leoben ab.
Im Jahr 1928 wurde er außerordentlicher Professor an der Bergakademie Freiberg. Zwei Jahre später richtete er ein Versuchswalzwerk für das Walzen von Leichtmetallen zu Blechen und Bändern ein. Er unterzeichnete im November 1933 das Bekenntnis der Professoren an den deutschen Universitäten und Hochschulen zu Adolf Hitler. Am 1. April 1941 beantragte er die Aufnahme in die NSDAP und wurde rückwirkend zum 1. April 1940 aufgenommen (Mitgliedsnummer 8.048.848). Emicke wurde 1942 ordentlicher Professor für Verformungskunde und Direktor des Instituts für Metallformung.
Emicke verließ 1947 die Bergakademie. Bis 1949 wirkte er als Forschungsleiter im sowjetischen Büro „Eisen und Metallurgie“ in Freiberg. Im Jahr 1949 wurde er Direktor des Freiberger Forschungsinstitutes für Nichteisenmetalle.
Ab 1955 war Otto Emicke ordentliches Mitglied der Deutschen Akademie der Wissenschaften zu Berlin. Emicke trat 1956 in den Ruhestand und verstarb 1970 in Freiberg. Er wurde auf dem Donatsfriedhof beigesetzt.

## Ehrungen

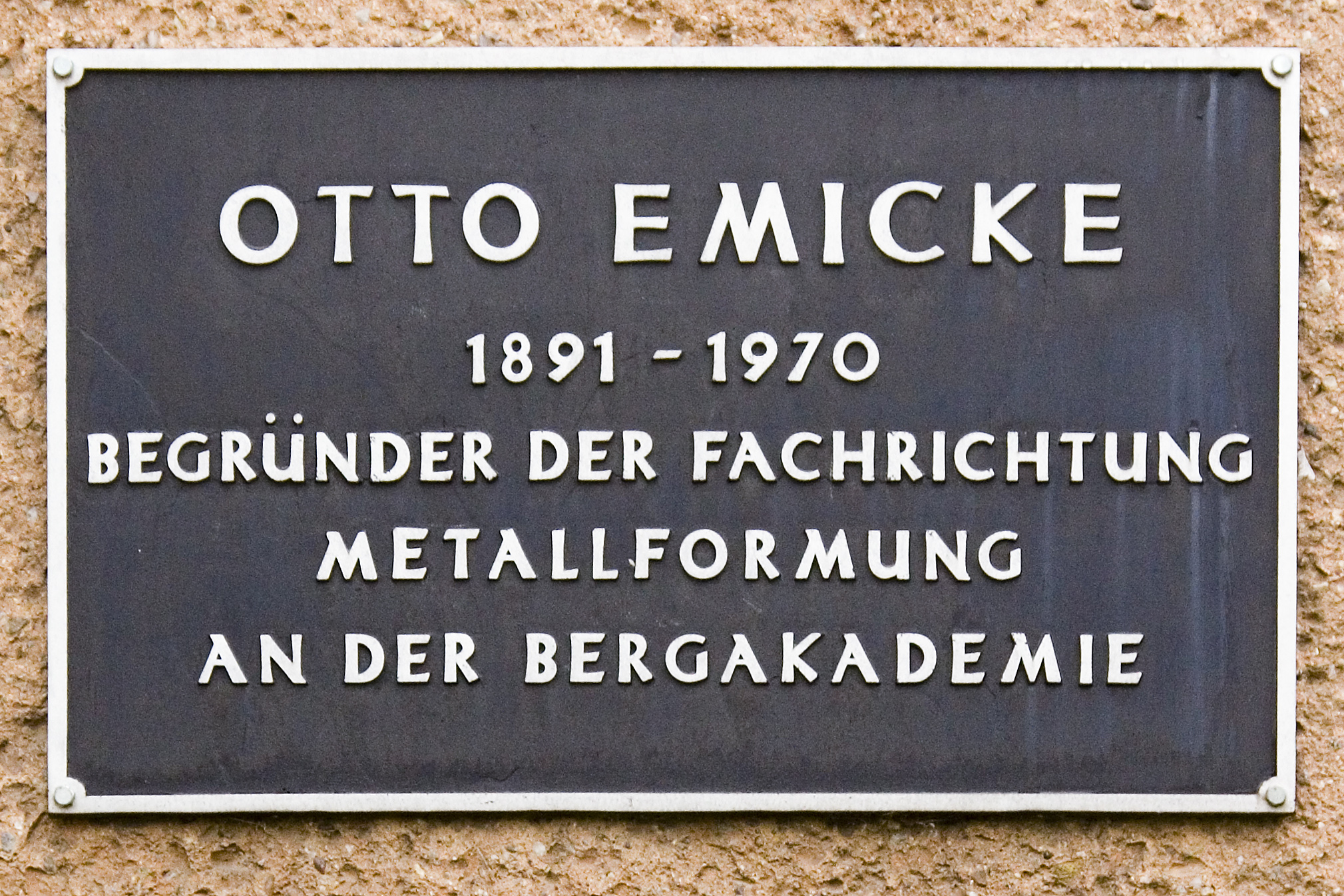
Gedenktafel in Freiberg, Cottastr. 4

- Vaterländischer Verdienstorden in Silber (1956)
- Ehrensenator der Bergakademie Freiberg (1961)
- Banner der Arbeit (1961)
- Ehrenkolloquium zu seinem 75. Geburtstag in Freiberg
- Gedenktafel am Institut für Metallformung der TU Bergakademie Freiberg

## Veröffentlichungen (Auswahl)
- Über Versuche mit einem Chromstahl. Aachen, TH, Diss., 1922
- Über graphische Verfahren und ihre Berechnungsunterlagen zur Ermittlung und Nachprüfung von gleichartigen Formkalibrierungen der Sonderstähle, des Flusstahles und der Nichteisenmetalle. Leoben, Montanist. Hochsch., Diss., 1932
- Das Walzen von Leichtmetallen zu Blechen und Bändern. Mauckisch Freiberg, 1944
- Nomogramme fuer die Praxis des Warm- und Kaltwalzens von Stahl, Edelstaehlen und Nichteisenmetallen. Akademie-Verlag Berlin, 1962